# Inka-Pfad

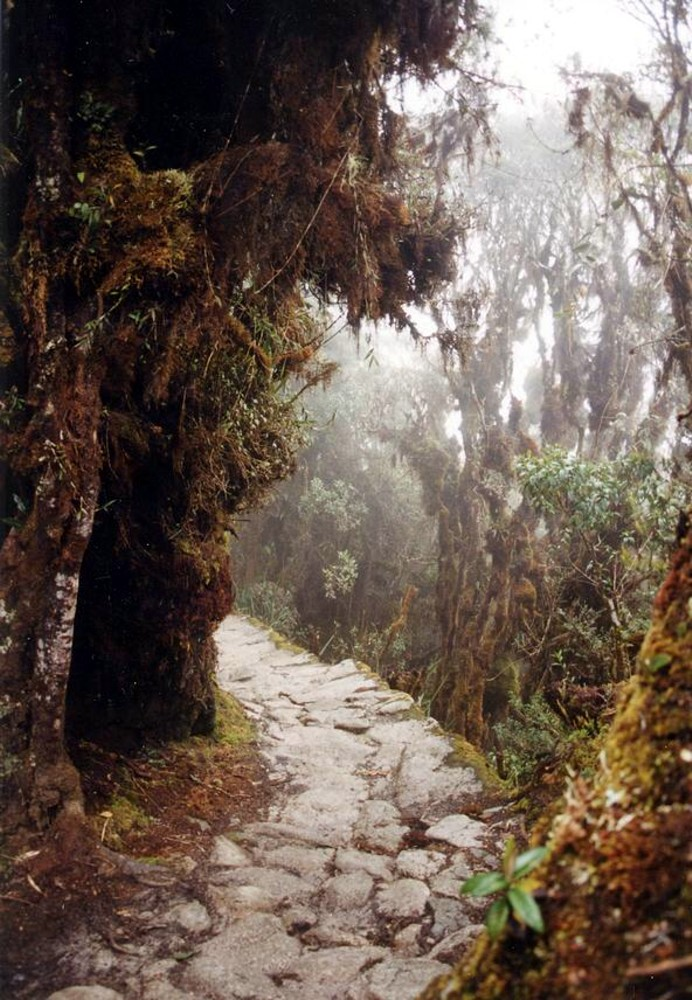
Inkastraße nach Machu Picchu

Unter Inka-Pfad (spanisch: camino inca, englisch: inca trail) versteht man einen Teil des Inka-Straßensystems, der heute touristisch begangen werden kann.

## Inka-Pfad in Peru nach Machu Picchu
Einer der heute bekanntesten Inkawege befindet sich in Peru. Er beginnt am Ufer des Rio Urubamba am Bahnkilometer 82 (Bahnlinie von Cuzco nach Aguas Calientes) und führt zur Inkastadt Machu Picchu.
1942 wurde dieser Inka-Pfad von einer schwedischen Expedition wiederentdeckt und in den Jahren danach freigelegt. Im Laufe der Zeit wurde er zu dem meistbegangenen Pfad in Südamerika.
Die bekannteste Route verläuft durch das Gebirge parallel zum Urubamba-Tal. Die Tour wird meist in drei bis vier Tagen durchgeführt. Die Strecke führt über drei Gebirgspässe (Abra Warmiwañusqa 4198 m, 3998 m, 3700 m) und bietet eine Aussicht auf schneebedeckte Berge und in Schluchten mit tropischer Vegetation. Außerdem liegen mehrere Inka-Ruinen am Inka-Pfad, die nur über ihn erreichbar sind. Die bekannteren davon sind Runkurakay, Sayacmarca, Wiñay Wayna und Phuyupatamarca.
Offenes Feuer und Übernachtungen sind nur auf fest zugeordneten Plätzen erlaubt, viele davon bieten neben einem Zeltplatz und fließendem Wasser auch Duschen und Betten. Insbesondere verboten ist die Übernachtung innerhalb der Ruinen.
Der Weg darf seit 2001 nur noch im Rahmen einer geführten Wanderung begangen werden. 2004 wurde zusätzlich die Zahl der Touristen auf 500 Personen pro Tag (Starts auf allen Varianten) begrenzt, um den Erhalt des Weges zu gewährleisten und die Umweltprobleme, insbesondere durch Abfälle, zu verringern. Der Inka-Pfad ist oft auf Monate im Voraus ausgebucht.

## Inka-Pfad in Ecuador nach Incapirca
Der ecuadorianische Inka-Pfad führt von Achupallas nach Ingapirca.